# Cátia Halar
Cátia Palmira Halar (Maputo, 28 novembre 1982) è un'ex cestista mozambicana.

## Carriera
Con il Mozambico ha disputato i Campionati mondiali del 2014 e quattro edizioni dei Campionati africani (2009, 2011, 2013, 2017).